# Tilge, Höchster, meine Sünden
Tilge, Höchster, meine Sünden, (BWV 1083), est plutôt un motet qu'une cantate bien que ce classement ne soit pas incohérent. Johann Sebastian Bach l'a écrit en 1740 et constitue une adaptation avec texte allemand du Stabat Mater de Giovanni Battista Pergolesi.

## Structure et instrumentation
Ce morceau est écrit pour orchestre, soprano, alto, violon, alto, contrebasse, violoncelle, et basse continue.
Il y a quatorze mouvements :
1. Soprano et alto, violon I / II, alto, basse continue : Tilge, Höchster, meine Sünden
2. Soprano, violon I / II, alto, basse continue : Ist mein Herz Missetaten
3. Soprano et alto, violon I / II, alto, basse continue : Missetaten, die mich drükken
4. Alto, violon I / II, alto, basse continue : Dich erzürnt mein Tun und Lassen
5. Soprano et alto, violon I / II, alto, basse continue : Wer wird seine Schuld
6. Soprano et alto, violon I / II, alto, basse continue : Sieh, ich bin in Sünd empfangen
7. Soprano, violon I / II, alto, basse continue : Sieh, du willst die Wahrheit
8. Alto, violon I / II, alto, basse continue : Wasche mich doch rein
9. Soprano et alto, violon I / II, alto, basse continue : Lass mich Freud und Wonne spüren
10. Soprano et alto, violon I / II, alto, basse continue : Schaue nicht auf meine Sünden
11. Alto, violon I / II, alto, basse continue : Öffne Lippen Mund und Seele
12. Soprano et alto, violon I / II, alto, basse continue : Denn du willst kein Opfer
13. Soprano et alto, violon I / II, alto, basse continue : Lass dein Zion blühend dauern
14. Soprano et alto, violon I / II, alto, basse continue : Amen

## Source
- (en) Cet article est partiellement ou en totalité issu de l’article de Wikipédia en anglais intitulé « Tilge, Höchster, meine Sünden, BWV 1083 » (voir la liste des auteurs).